# Спартак (Донецкая область)
Спарта́к (укр. Спартак) — село в Ясиноватском районе Донецкой области Украины. Находится под контролем самопровозглашённой Донецкой Народной Республики.

## Общие сведения
Население по переписи 2001 года составляло 1956 человек.

## Война на Донбассе
Состоянием на ноябрь 2018 года в поселке оставалось 53 жителя. В ходе Боёв за Донецкий аэропорт были полностью уничтожены многие жилые дома, разрушены кафе, гаражи и другие постройки. Поселок остался без водоснабжения, газа и электроэнергии. К северо-западу от населённого пункта проходит линия разграничения сил на Донбассе (см. Второе минское соглашение).

## География
К северо-западу от населённого пункта проходит линия разграничения сил в Донбассе (см. Второе минское соглашение).

## Религия
В Спартаке находится Свято-Духовский храм Авдеевского благочиния донецкой епархии украинской православной церкви Московского патриархата.